# Toyota TTC
Toyota Total Clean (сокр. TTC) — название, используемое в Японии для обозначения автомобилей, разработанных с использованием технологии контроля выбросов.

## Описание
Технология TTC, разработанная компанией Toyota, была установлена для того, чтобы автомобили соответствовали японским нормам выбросов, принятым в 1968 году. Термин Toyota TTC был введён в Японии и включал в себя эмблему, установленную снаружи на багажнике оборудованных транспортных средств. В январе 1975 года по технологии TTC были разработаны первые автомобили — Toyota Crown, Toyota Corona Mark II, Toyota Corona, Toyota Chaser, Toyota Carina, Toyota Corolla и Toyota Sprinter. Первоначально выпускалось три различные версии: TTC-C для катализатора (установка каталитического нейтрализатора), TTC-V для Vortex (установка клапана рециркуляции выхлопных газов) и TTC-L для Lean Burn (использование метода обеднённой смеси).
Система TTC-V, представленная в феврале 1975 года, являлась лицензионной копией системы Honda CVCC. Она применялась в моделях автомобилей Carina и Corolla и в двигателе 19R. В марте 1976 года система TTC-V была модернизирована в соответствии с более строгими стандартами выбросов 1976 года. В 1977 году двигатели с системой TTC-V были сняты с производства.
Компания Toyota установила свою технологию контроля выбросов на некоторые автомобили дочерней компании — Daihatsu. Система получила маркировку «DECS» (Daihatsu Economic Cleanup System). Первая версия — DECS-C (буква «C» обозначает катализатор), модели автомобилей — Charmant и Consorte. В связи с ужесточением японских норм выбросов система DECS-C была заменена системой DECS-L (буква «L» обозначает сжигание обеднённой смеси), которая применялась в моделях автомобилей Fellow, Charade и Delta и в двигателях серии A.